# Leptospathius iridescens
Leptospathius iridescens är en stekelart som först beskrevs av August Schletterer 1890.  Leptospathius iridescens ingår i släktet Leptospathius och familjen bracksteklar. Inga underarter finns listade i Catalogue of Life.